# Argivai
Argivai é uma zona urbana da Póvoa de Varzim em Portugal pertencendo à União das Freguesias de Póvoa de Varzim, Beiriz e Argivai. É paróquia desde a época medieval, e foi também sede da extinta Freguesia de Argivai que esteve em vigor entre 1836 e 1842 e, pela última vez de forma contínua, entre c. 1853 e 2013. É uma das freguesias eclesiásticas da cidade da Póvoa de Varzim, e está dividida em duas partes: Argivai e Gândara.
Paróquia-mãe da Póvoa até ao século XV. Pinho Leal em Portugal Antigo e Moderno identifica como certo que o primeiro assento da igreja de Argivai foi no lugar da Varzinha e este identifica este lugar como a Póvoa de Varzim. A Argivai estão associadas devoções religiosas poveiras (e, por inerência, das Caxinas e Poça da Barca), como o Senhor dos Milagres, Nossa Senhora do Bom Sucesso e o Dia do Anjo.

## História da paróquia
O nome da paróquia é de origem germânica e provem de Argivadi~, de que é memória viva o Castro de Argivai; no entanto é popularmente conhecida na Póvoa de Varzim como Anjo. A Argivai está associado o Dia do Anjo, quando a população da Póvoa de Varzim se reunia nas bouças de Argivai para um piquenique familiar, visto que parte da população tinha ali origem.

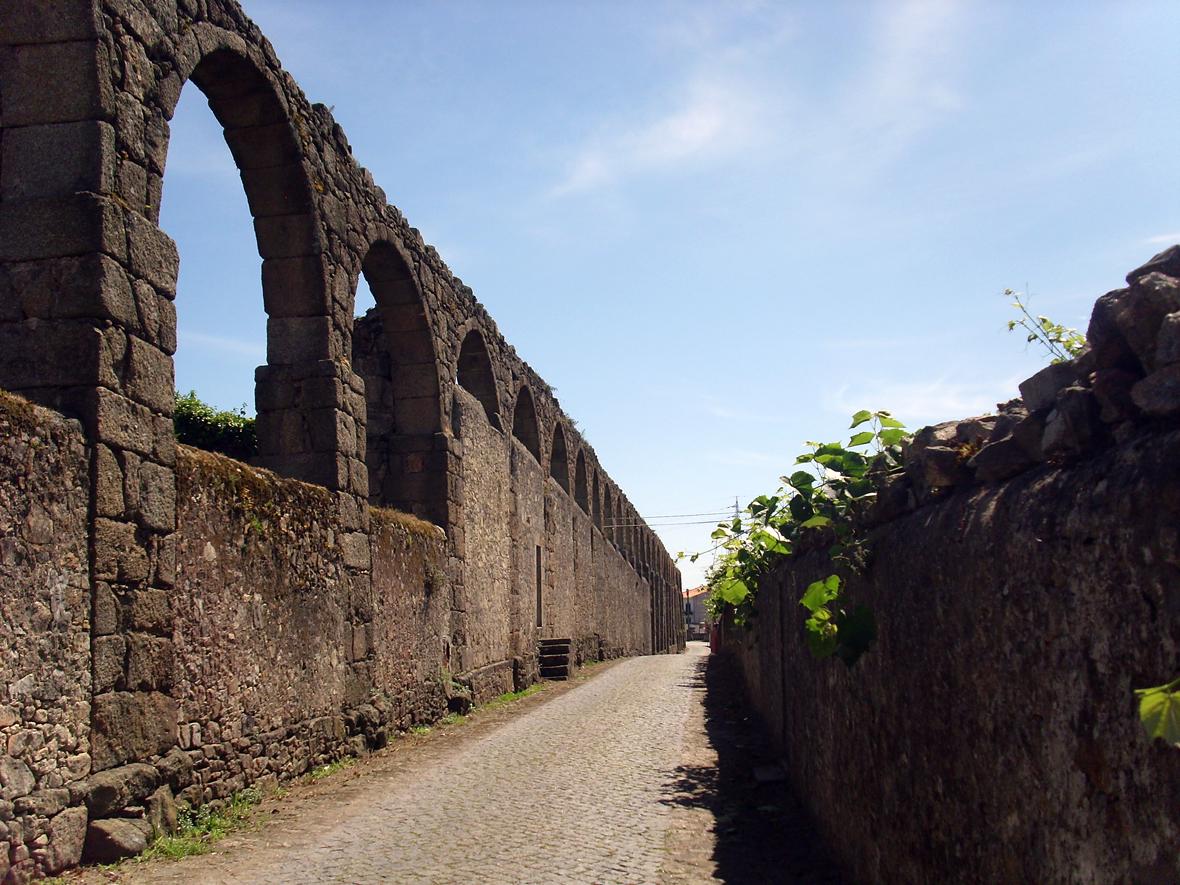
Aqueduto de Santa Clara em Argivai.

Em 1220, o Rei D. Afonso II tinha em Argivai 22 casais rústicos e um amo do rei, possivelmente um aio de D. Sancho I, filho deste e de D. Maria Pais Ribeira, senhora de Vila do Conde e amante de D. Sancho I, conhecida como Ribeirinha. Em Quintela, havia um bom casal reguengo, que tinha passaro possivelmente um de "paço" no tempo de D. Sancho. Em Quintela, é recente o topónimo do Campo do Paço, casa com privilégios de Couto ou honra. Segundo o Tombo da Casa de Bragança, à casa estavam ligados os Condes de Barcelos e os descendentes de D. Maria Pais.
Outrora a paróquia de Argivai abarcava todo o território de Varzim. Note-se contudo que Varzim era, desde a fundação do condado portucalense, um vasto terrório feudal com autonomia administrativa e militar, uma honra de cavaleiros, abarcando todo o território desde a costa aos montes de Laundos e Terroso. Nas inquirições de 1220, diz-se que no Reguengo de Varzim, que era pousa do mordomo do Rei, havia 20 casais, que davam ao rei, quando aí vinha, 6 dinheiros por pensão.
Em 1626, a abadessa do mosteiro de Santa Clara em Vila do Conde, D. Maria de Meneses, deu início à construção de um aqueduto que transportaria as águas de uma nascente em Terroso até ao mosteiro. O aqueduto rapidamente se tornou na principal marca paisagística e arquitectónica da freguesia.
Com a autonomia política da Póvoa de Varzim e a permanência da paróquia de Argivai nos domínios de Barcelos, o seu território foi objecto de contenda entre os dois concelhos. Vindo a paróquia de Argivai a perder, novamente, território em 1707, anexado à Póvoa de Varzim. Em 1836, a freguesia hoje é anexada ao concelho da Póvoa de Varzim. No ano de 1842, a freguesia de Argivai chega mesmo a desaparecer, sendo anexada à freguesia da Póvoa de Varzim. Já pouco antes da nova reforma de 1853, a freguesia já se encontrava recuperada.
Apenas em 2006 com o novo plano de urbanização, a povoação passa a integrar a cidade de forma plena e conhece uma significativa expansão populacional e a instalação de equipamentos comuns para as cidades da Póvoa de Varzim e Vila do Conde, nomeadamente o pólo da Escola Superior de Estudos Industriais e Gestão, o futuro Centro Hospitalar Póvoa de Varzim/Vila do Conde e o Centro Empresarial Agros.
Em 2013, no âmbito de uma reforma administrativa nacional, perde o estatuto de freguesia civil e é agregada às freguesias de Beiriz e Póvoa de Varzim, passando a fazer parte da União das Freguesias de Póvoa de Varzim, Beiriz e Argivai.

## Geografia
A povoação é dividida em doze lugares: Aguieira, Bom Sucesso, Calves, Casal do Monte, Cassapos, Gândara, Igreja, Fiéis de Deus, Oliveira, Padrão, Pedreira e Quintela. O INE considera lugares apenas Bom Sucesso, Calves, Casal do Monte, Gândara, Padrão e Pedreira.
Paróquia
Argivai é paróquia antiga. No século XI, o "Censual" de Braga refere-a na Terra de Faria com o título "De Sancto Micahele de Argivai".
A paróquia foi perdendo importância e território com o desenvolvimento urbano da Póvoa de Varzim com a sua autonomia civil e, posteriormente também, religiosa.

## Património
- Aqueduto de Santa Clara
- Castro de Argivai
- Capela de Nossa Senhora do Bom Sucesso

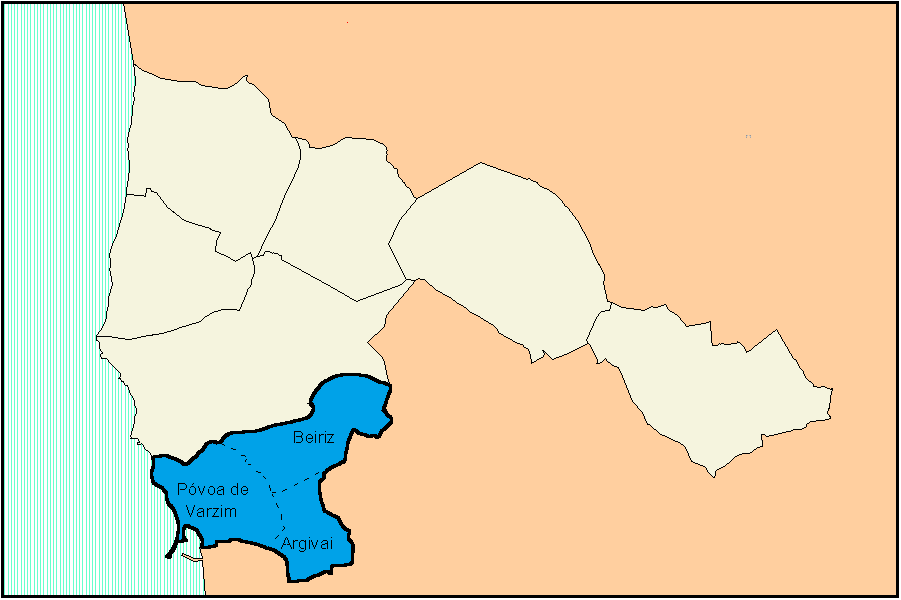
Freguesias do concelho da Póvoa de Varzim. A azul a freguesia de Póvoa de Varzim, Beiriz e Argivai (a tracejado os limites das antigas freguesias).

## Demografia
| Lugar          | População (2001) |
| -------------- | ---------------- |
| Bom Sucesso    | 156              |
| Calves         | 138              |
| Casal do Monte | 398              |
| Gândara        | 1071             |
| Padrão         | 48               |
| Pedreira       | 366              |

Nº de habitantes

## Colectividades
- União Desportiva e Cultural de Argivai - constituída em 1988